# Rodica Mateescu
Rodica Mateescu (z domu Petrescu, ur. 13 marca 1971 w Bukareszcie) – rumuńska lekkoatletka specjalizująca się w trójskoku, uczestniczka letnich igrzysk olimpijskich w Atlancie (1996).
Żona płotkarza Mugura Mateescu.

## Sukcesy sportowe
- czterokrotna mistrzyni Rumunii w trójskoku – 1994, 1995, 1996, 1998[1]
- halowa mistrzyni Francji w trójskoku – 1996[2]

| Rok  | Miasto    | Zawody                    | Konkurencja | Wynik         |
| ---- | --------- | ------------------------- | ----------- | ------------- |
| 1994 | Paryż     | Halowe mistrzostwa Europy | trójskok    | 8. miejsce    |
| 1994 | Paryż     | Igrzyska frankofońskie    | trójskok    | złoty medal   |
| 1994 | Helsinki  | Mistrzostwa Europy        | trójskok    | 5. miejsce    |
| 1995 | Barcelona | Halowe mistrzostwa świata | trójskok    | 9. miejsce    |
| 1995 | Göteborg  | Mistrzostwa świata        | trójskok    | 5. miejsce    |
| 1996 | Atlanta   | Igrzyska olimpijskie      | trójskok    | 7. miejsce    |
| 1997 | Paryż     | Halowe mistrzostwa świata | trójskok    | 4. miejsce    |
| 1997 | Ateny     | Mistrzostwa świata        | trójskok    | srebrny medal |
| 1997 | Fukuoka   | Finał Grand Prix IAAF     | trójskok    | 3. miejsce    |
| 1998 | Walencja  | Halowe mistrzostwa Europy | trójskok    | 5. miejsce    |
| 1998 | Budapeszt | Mistrzostwa Europy        | trójskok    | 4. miejsce    |
| 1999 | Maebashi  | Halowe mistrzostwa świata | trójskok    | 9. miejsce    |
| 2000 | Gandawa   | Halowe mistrzostwa Europy | trójskok    | 6. miejsce    |

## Rekordy życiowe
- trójskok – 15,16 – Ateny 04/08/1997 (rekord Rumunii)
- trójskok (hala) – 14,87 – Bukareszt 24/01/1998